# Gustav Iden
Gustav Iden né le 1er mai 1996 à Bergen est un triathlète norvégien. Il est champion de Norvège de triathlon en 2014, double champion du monde d'Ironman 70.3 en 2019 et 2021 et champion du monde d'Ironman en 2022.

## Biographie
Le 28 avril 2018, il fait partie des trois triathlètes norvégiens avec Kristian Blummenfelt et Casper Stornes à prendre les trois places du podium masculin de l’étape des Bermudes des WTS. C'est le premier triplé masculin de l'histoire  de cette compétition internationale.
Gustav Iden, jeune triathlète sur le circuit Ironman 70.3, remporte en 2019, la palme d'or et devient champion du monde de cette distance à 23 ans. La course est lancée à sept heure pour les professionnels, pour une natation dans les eaux de la Méditerranée qui ne permet à aucun compétiteur de se détacher. Seize triathlètes sortent de l’eau dans la même minute, tous les favoris faisant partie de ce groupe. La partie vélo est entamée à très haut niveau par le champion olympique et vice-champion 2018, le britannique Alistair Brownlee, décidé à imprimer un rythme très soutenu sur le parcours cycliste. Durant les 50 premiers kilomètres, il parvient à conserver la tête de course et à imprimer son tempo. Il est toutefois repris au 50e kilomètre par l'Américain Rodolphe Von Berg connaisseur du circuit, en tant que vainqueur de la répétition de 2018 et par Gustave Iden resté dans le sillage des deux triathlètes. Rendu ensemble à la seconde transition, c'est sur la partie course à pied du semi-marathon que se joue la victoire. Dès le début de l’ultime épreuve, le trio perd Rodolphe Von Berg qui ne peut soutenir le rythme imposé par Alistair Brownlee qui semble destiné au titre conformément aux pronostics. Toutefois dès le sixième kilomètre, Gustave Iden porte ses attaques et se défait du champion olympique qui perd peu à peu du terrain sur le futur champion et ne parvient pas à combler son déficit. Gustave Iden passe la ligne d'arrivée en vainqueur, accueilli par deux anciennes gloires du triathlon international de Nice, les vétérans Mark Allen et Yves Cordier,.

### Vie privée
Gustav Iden est le cadet d'une famille sportive qui a le cyclisme comme sport de prédilection. Une sœur aînée et un frère Mikal né en 1994, qui est aussi triathlète professionnel et s'est fait connaître en remportant l'Ironman de Tallinn (Estonie) en 2019. Gustav Iden est passionné par la prise de photographies.

## Palmarès
Le tableau présente les résultats les plus significatifs (podium) obtenus sur le circuit international de triathlon et de duathlon depuis 2014,.
| Année | Compétition                                   | Pays       | Position           | Temps           |
| ----- | --------------------------------------------- | ---------- | ------------------ | --------------- |
| 2022  | Championnats du monde d'Ironman - Kailua-Kona | États-Unis | Médaille d'or      | 7 h 40 min 24 s |
| 2022  | Championnat du monde Challenge                | Slovaquie  | Médaille d'or      | 3 h 43 min 44 s |
| 2021  | Ironman Floride                               | États-Unis | Médaille d'or      | 7 h 42 min 57 s |
| 2021  | Championnat du monde Ironman 70.3             | États-Unis | Médaille d'or      | 3 h 37 min 13 s |
| 2020  | Challenge Daytona                             | États-Unis | Médaille d'or      | 3 h 0 min 6 s   |
| 2019  | Championnat du monde Ironman 70.3             | France     | Médaille d'or      | 3 h 52 min 35 s |
| 2019  | WTS Bermudes                                  | Bermudes   | Médaille de bronze | 1 h 50 min 38 s |
| 2018  | Coupe du monde - l'étape de Karlovy Vary      | Tchéquie   | Médaille d'or      | 1 h 49 min 6 s  |
| 2018  | Coupe du monde - l'étape de Weihai            | Chine      | Médaille d'or      | 1 h 53 min 11 s |
| 2018  | Coupe du monde - l'étape de Lausanne          | Suisse     | Médaille d'or      | 1 h 49 min 48 s |
| 2018  | WTS Bermudes                                  | Bermudes   | Médaille de bronze | 1 h 55 min 10 s |
| 2016  | Ironman 70.3 Norvège                          | Norvège    | Médaille d'or      | 3 h 44 min 34 s |
| 2015  | Championnat de duathlon de Norvège            | Norvège    | Médaille d'or      | 1 h 39 min 23 s |
| 2014  | Championnat de Norvège                        | Norvège    | Médaille d'or      | 1 h 54 min 44 s |